# 益田町警察
益田町警察（ますだちょうけいさつ）は、かつて存在した島根県美濃郡益田町（現・益田市）の自治体警察である。1948年（昭和23年）3月7日から1951年（昭和26年）9月30日までの間存在した。

## 概要
当時の益田町を管轄した。庁舎は当初国家地方警察島根県美濃地区警察署の庁舎を間借りする形で発足したが、1949年（昭和24年）8月24日に町役場の後ろに新築された新庁舎に移転した。
職員の定員は、警察長以下、警部補1名、巡査部長2名、巡査25名、その他職員6名の計35名であった。

## 沿革
1947年（昭和22年）12月17日に警察の地方分権と管理・運営の民主化を図る警察法が成立して、従来の島根県警察部は解体し、市と人口5,000人以上の町村には自治体警察が設置されることとなり、旧体制下で益田警察署が置かれていた益田町に「益田町警察」が設置されることになった。翌1948年（昭和23年）2月1日から準備期間に入り、同年3月7日に正式に発足した。
しかし、自治体警察の経費は各自治体が負担することとされたことから各自治体財政を圧迫することとなった。また、自治体警察と国家地方警察、自治体警察間の横のつながりが不十分であったことから警察としての責任を果たせない事案も頻発し、新しい警察行政批判の世論が次第に強まっていった。益田町においても益田町警察が設置された1948年（昭和23年）の12月議会で「民主警察の再建」「警察行政の公正化」などが議題に上り、一時、警察長の罷免要求まで出されるに至った。
さらに1949年（昭和24年）に発生した益田事件では、益田町警察だけでは対応できず島根県下の警察官の約1/3が応援で動員され、わずか数日で年間予算の1/4を費消し、町民の目にも自治体警察権の弱体ぶりが明らかとなった。
1951年（昭和26年）6月に警察法が改正されて住民投票によって自治体警察を廃止することができるようになると、益田町は同年7月5日に臨時議会を召集して住民投票の実施を圧倒的多数（24対5）で決定。同年8月10日に島根県内で最初に行われた住民投票でも賛成4,200票、反対1,134票（無効113票）となり、廃止が決定した。
益田町警察は、同年9月30日をもって正式に廃止され、国家地方警察島根県美濃地区警察署に吸収された。